# Brigitte Müller
Brigitte Müller (* 1957 in Köln) ist eine deutsche Drehbuchautorin und Filmregisseurin.

## Leben
Brigitte Müller studierte Politik, Soziologie und Philosophie an der Philipps-Universität Marburg. Danach kam sie als Volontärin zum Westdeutschen Rundfunk, wo sie fünf Jahre als Redakteurin für die Hörfunk-Sendung Riff – Wellenbrecher bei WDR 1 arbeitete. In den 1990er Jahren wurde sie als Drehbuchautorin für deutsche Fernsehserien und -filme aktiv. Zu ihren Arbeiten gehören Serien wie Freunde fürs Leben, Typisch Sophie, Der Bergdoktor und Daheim in den Bergen. Bei einigen Fernsehfilmen und Serienepisoden hatte sie auch die Regie inne.

## Filmografie (Auswahl)
- 1996–1997: Freunde fürs Leben (Fernsehserie, 25 Folgen)
- 1998: St. Angela (Fernsehserie, 2 Folgen)
- 2000: Der Himmel kann warten (+ Regie)
- 2001: Große Liebe wider Willen (+ Regie)
- 2004: Ein Zwilling ist nicht genug (+ Regie)
- 2004: Sabine! (Fernsehserie, 10 Folgen)
- 2004–2006: Typisch Sophie (Fernsehserie, 16 Folgen)
- 2007: Beim nächsten Tanz wird alles anders (+ Regie)
- 2012: Willkommen in Kölleda
- 2012–2018: Der Bergdoktor (Fernsehserie, 13 Folgen)
- 2016–2018: Die Eifelpraxis (Fernsehserie, 6 Folgen)
- 2018–2019: Daheim in den Bergen (Fernsehfilmreihe, 4 Folgen)
- Seit 2019: Käthe und ich (Fernsehreihe)
  - 2019: Dornröschen
  - 2019: Das Findelkind
  - 2020: Zurück ins Leben
  - 2020: Papakind
  - 2021: Im Schatten des Vaters
  - 2021: Das Adoptivkind
  - 2023: Freundinnen für immer
  - 2023: Verbotene Liebe
  - 2024: Der kleine Ritter
  - 2024: Sommerliebe
- 2022: Der Schiffsarzt (Fernsehserie)
- 2024: Für immer Sommer – Ein neues Leben
- 2024: Für immer Sommer – Enthüllungen